# Marianne Adam

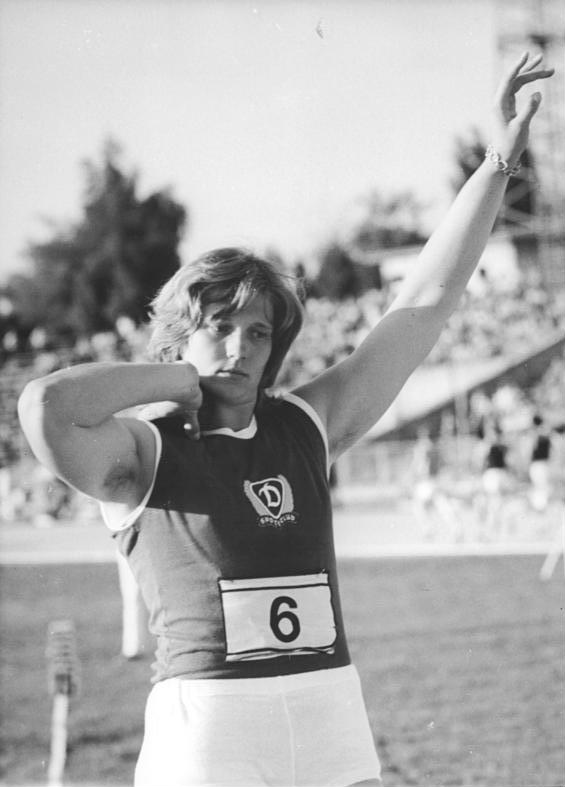
Marianne Adam bei einem Weltrekordversuch 1975

Marianne Adam (* 19. September 1951 in Luckenwalde, Kreis Teltow-Fläming, Brandenburg) ist eine deutsche Leichtathletin, die – für die DDR startend – in den 1970er Jahren als Kugelstoßerin erfolgreich war. Bei den Europameisterschaften 1974 gewann sie die Silbermedaille, bei Halleneuropameisterschaften wurde sie einmal Siegerin (1975), einmal Zweite (1979) und zweimal Dritte (1972, 1974).

## Einsätze bei internationalen Höhepunkten im Einzelnen
- 1971, Halleneuropameisterschaften: Platz 4 (17,49 m – 17,48 – 17,26 – 16,54 – 17,10 – 17,40)
- 1972, Halleneuropameisterschaften: Platz 3 (18,30 m – 17,95 – 17,81 – 17,75 – ungültig – 17,87)
- 1972, Olympische Spiele: Platz 5 (18,75 – ungültig – 18,58 – 18,94 m – 18,91 – 18,71)
- 1974, Halleneuropameisterschaften: Platz 3 (19,35 – 18,68 – 19,04 – 18,66 – 19,70 m – 19,37)
- 1974, Europameisterschaften: Platz 2 (20,43 m – 20,18 – 19,86 – ungültig – 20,09 – 20,42)
- 1975, Halleneuropameisterschaften: Platz 1 (18,86 – 20,05 m – 19,30 – 19,19 – 19,55 – 19,94)
- 1976, Olympische Spiele: Platz 4 (20,55 m – ungültig – ungültig – ungültig – 18,15 – 19,50)
- 1979, Halleneuropameisterschaften: Platz 2 (19,86 – 19,99 – 20,14 m – 19,47 – 19,69 – 20,11)

Marianne Adam wurde von Willi Kühl trainiert, der sich besonders um Kugelstoßer verdient gemacht hatte. Mit ihm ging sie von Luckenwalde zum SC Dynamo Berlin.  In ihrer Wettkampfzeit war sie 1,83 m groß und 85 kg schwer.
Als Wachtmeister der VP  wurde sie im November 1971 mit dem Mandat der   FDJ in die  Berliner Stadtverordnetenversammlung  gewählt, der sie bis 1986 angehörte.